# 索菲伊夫卡 (斯瓦托韋區)
49°37′40″N 38°1′45″E / 49.62778°N 38.02917°E
索菲伊夫卡（烏克蘭語：Софіївка）是位於烏克蘭東部的村莊，由盧甘斯克州斯瓦托韋區的下杜萬卡市鎮負責管轄。該村始建於1950年，面積0.001平方公里，海拔高度165米，2001年人口41。